# Miconia jahnii
Miconia jahnii är en tvåhjärtbladig växtart som beskrevs av Henri François Pittier. Miconia jahnii ingår i släktet Miconia och familjen Melastomataceae. Inga underarter finns listade i Catalogue of Life.